# Џелам (река)
Џелам (енгл. Jhelum) је река која протиче кроз Индију и Пакистан. Дуга је 725 km. Улива се у Ченаб.